# دنیای دیوانه (ترانه)
«دنیای دیوانه» (انگلیسی: Mad World) تک‌آهنگی از تی‌یرز فور فی‌یرز است که در سال ۱۹۸۲ منتشر شد. متن این ترانه توسط رولاند اورزابل نوشته شده و سومین تک‌آهنگ گروه و اولین ترانهٔ آن‌هاست که به چارت پرفروش راه یافت. در نوامبر ۱۹۸۲، این ترانه به رتبهٔ سوم در جدول تک‌آهنگ‌های بریتانیا دست یافت.
«دنیای دیوانه» از زمان عرضه‌اش توسط هنرمندان مختلفی بازخوانی شده که بازخوانی مایکل اندروز و گری ژول در موسیقی متن فیلم دانی دارکو در سال ۲۰۰۱، مشهورترین آن‌هاست. این نسخه به رتبه اول چارت بریتانیا رسید.